# Jászai Jolán
Jászai Jolán (Rábatamási, 1907. május 21. – Piliscsaba, 2008. szeptember 26.) magyar színésznő, leginkább csak Joli néniként ismerték. Becenevén ő volt a Nemzet Nagymamája. Legismertebb színházi szerepe: Bodnárné.

## Élete
Jászai Mari színművésznő unokahúga, akit példaképeként tisztelt. Rábatamásiban született, szülei tíz gyermekéből kilencedikként. Mindig is vonzotta a színpad, de szülei akaratának engedve pedagógus lett. A Győri Állami Tanítónőképzőbe járt, majd miután 1929-ben megkapta képesítését, Rábatamásiban tanított. A háború után, 1950-ben Pécsen telepedtek le férjével Horváth Jenővel, aki azelőtt az Esterházy hercegek gazdatisztje volt, és újra tanítani kezdett. Férjével öt gyermeket nevelt fel. 10 unokája és 10 dédunokája született. Nyugdíjazásáig napközivezető volt. 1984-ben egy Jászai Mari tiszteletére rendezett ünnepségen hallotta szavalni a győri színházigazgató, Bor József, és színpadi szerepet ajánlott neki Ödön von Horváth Mesél a bécsi erdő című darabjában. 1985-ben lépett először színpadra. Fellépett többek között Veszprémi Petőfi Színházban. Országos ismertségre Friderikusz Sándor műsorában tett szert. Nem sokkal később, 79 évesen megkapta első filmszerepét. 2004-től a piliscsabai Nagyboldogasszony Házban élt. 100. születésnapja alkalmából két napig ünnepelték, egyik nap a családtagok, másnap pedig az otthon lakói és dolgozói, valamint Piliscsaba polgármestere köszöntötte az idős művésznőt. Ott hunyt el 2008. szeptember 26-án. Hamvait a pécsi köztemetőben helyezték örök nyugalomra.
Verseim címmel 1992-ben önálló kötete jelent meg.

## Filmjei
- Szerelem első vérig (1986) – Gizike néni, Ágota nagyanyja
- Csók, Anyu (1986) – Géza mama, a nagymama
- Mamiblu (1986)
- Hol volt, hol nem volt (1987) – idős nő
- Szerelem második vérig (1988) – Mamó
- Ismeretlen ismerős (1989) – Talált tárgyak őrzője
- Napló apámnak, anyámnak (1990)
- Szerelmes szívek (1991) – Timi nagymamája
- Édes Emma, drága Böbe – vázlatok, aktok (1992)
- Három boltoskisasszony – Lujza néni (1992)
- Sztracsatella (1996) – Borcsa
- A Szórád-ház (1997) TV – Öregasszony
- Szerelem utolsó vérig (2002) – Gizike néni